# ФАТХ
Движе́ние за национа́льное освобожде́ние Палести́ны (араб. حَرَكَةُ ٱلتَّحْرِيرِ ٱلْوَطَنِيِّ ٱلْفِلَسْطِينِيّ‎, Х̣аракат аль-Тах̣рӣр аль-Ват̣анӣ ль-Филаст̣ӣнӣ), более известна как ФАТХ (араб. فتح‎, фатх̣, буквально «открытие», «прорыв обороны») — палестинская военизированная организация и политическая партия; одна из ведущих партий Государства Палестина. Является членом Организации освобождения Палестины (ООП) и наиболее влиятельной партией в этой организации, фактически определяющей её политику.
До 1988 года, когда она официально отказалась от терактов против мирных граждан, признавалась террористической организацией в Израиле и США.

## Название
ФАТХ (араб. فَتْح‎, фатх) является перевёрнутой, то есть прочитанной от конца к началу, аббревиатурой полного названия организации (учитываются слова Палестины (Филасты́н), Освобождения (Тахри́р) и Движение (Хе́ракет), соответственно. Прямой акроним с огласовками — حَتْف «хетф» — на арабском означает «смерть», в то время как обратный (при прочтении فــتــح по правилам, справа налево) — «открытие» или «завоевание».

## История
Движение было основано во второй половине 1950-х годов (разные источники называют даты от 1954 до 1959) в Кувейте. Однако официальным днём его рождения считается 1 января 1965 года — день проведения первой террористической операции на территории Израиля. Это была неудачная попытка диверсии на всеизраильском водопроводе. Среди создателей ФАТХ — Ясир Арафат и Абу-Джихад.
В 1969 году Ясир Арафат возглавил Организацию освобождения Палестины, и с тех пор представители ФАТХ составляют большинство в исполкоме ООП и определяют её политику.
С 1975 года боевики организации проходили обучение в СССР в 165-м учебном центре по подготовке иностранных военнослужащих.
На выборах 20 января 1996 года Ясир Арафат был избран президентом Палестинской автономии, а ФАТХ получило большинство — 47 из 88 мест в Палестинском законодательном совете первого созыва.
После смерти Ясира Арафата в 2004 году пост руководителя ФАТХ унаследовал Фарук Каддуми, негативно относящийся к Соглашениям Осло и отказавшийся в 1994 году переехать из тунисского изгнания в созданную тогда Палестинскую автономию. Большинство членов руководящих органов ФАТХ в Центральном комитете и Революционном совете поддержало нового председателя исполкома ООП — Махмуда Аббаса.
25 ноября 2004 года Революционный совет движения «ФАТХ» утвердил решение ЦК ФАТХ о выдвижении кандидатом в президенты ПНА Махмуда Аббаса, за это решение проголосовали 100 из 129 членов совета.
13 декабря 2005 года Центральный комитет ФАТХ выдвинул предвыборный список во главе с премьер-министром автономии Ахмедом Куреи. В ответ 14 декабря из состава движения ФАТХ вышла группа молодых лидеров во главе с Марваном Баргути, который объявил о создании собственной партии «Аль-Мустакбаль» («Партии будущего»). В предвыборный список новой партии вошли такие заметные деятели ФАТХ, как Мохаммед Дахлан и Джибриль Раджуб, которых «непримиримые» палестинские политики считают ставленниками Запада. К концу декабря 2005 года первоначально отказавшиеся от членства в движении молодые лидеры всё же согласились вернуться в избирательный список ФАТХ, который возглавил Баргути.
На выборах в Палестинский законодательный совет второго созыва 25 января 2006 года по партийным спискам ФАТХ незначительно проиграл по числу набранных голосов движению ХАМАС (41,43 % против 44,45 %, то есть 28 мест против 29), и проиграл в большинстве мажоритарных округов, утратив большинство в парламенте автономии (у ХАМАС — 74 места из 132, у ФАТХ — 45). Под контролем ФАТХ остались структуры, подчинённые президенту автономии Аббасу (то есть большинство силовых структур автономии) и исполком Организации освобождения Палестины (то есть органы, ведущие и контролирующие международные контакты Палестины и, что особенно важно, переговоры с Израилем).
В феврале 2006 года лидеры ФАТХ вели переговоры с представителями движения ХАМАС о возможном вхождении в новый состав правительства автономии. Тем не менее, по итогам переговоров ФАТХ отказалось войти в правительство, поскольку ХАМАС не согласилось с требованием включить в программу действий правительства тезис о том, что ООП является единственным законным представителем палестинского народа (ХАМАС настаивает на реорганизации ООП, в частности, на включении своих представителей в исполком ООП).
13 августа 2009 года завершился 6-й съезд ФАТХ, на котором была принята политическая платформа движения. В устав ФАТХ, призывающего к уничтожению Израиля, не были внесены поправки.
На этом съезде в революционный совет ФАТХ впервые был избран израильтянин еврейского происхождения Ури Дэвис.

## ФАТХ и террор после Соглашений в Осло

### Позиция Арафата
После соглашений в Осло Ясир Арафат неоднократно публично осуждал теракты против мирных израильских граждан.
Так, например, в марте 2002 года Арафат резко осудил теракт в Иерусалиме, совершенный террористом из «являющихся частью ФАТХа» (премьер-министр ПНА Ахмед Куреи) бригад мучеников аль-Аксы :

Как заявил Арафат журналистам в Рамалле, «в отношении организаторов операции будут приняты срочные и необходимые меры, чтобы пресечь в будущем подобные акции и наказать тех, кто за ними стоит».

Результаты этих «срочных и необходимых мер» до сих пор неизвестны. 
В некоторых случаях в ходе второй интифады Арафат осуждал теракты только под нажимом иностранных государств. По сообщению от апреля 2002 года (опубликованному в ходе операции «Защитная стена»):

Ультимативное требование к палестинскому лидеру со стороны администрации США осудить акты террора со стороны палестинцев было главным условием проведения встречи между Арафатом и госсекретарем США Колином Пауэллом.
— источник РИА Новости
В последний раз Арафат осудил теракт, совершенный НФОП на рынке «Кармель» в Тель-Авиве, из госпиталя в Париже 1 ноября 2004 года, перед своей смертью.
Однако, согласно представленным МИД Израиля данным, опирающимся на документы, найденные в ходе операции «Защитная стена», на деле Арафат поощрял теракты :

«В ходе военной операции „Защитная стена“ получены явные доказательства того, что Палестинская автономия во главе с Арафатом обеспечивала поддержку и была активным участником террора. Арафат и его близкое окружение прямо отвечают за хладнокровное убийство мирных жителей Израиля»

В своих речах Арафат называл некоторых погибших террористов шахидами (то есть святыми мучениками, которые отдали жизнь во славу Аллаха). Известны по крайне мере три таких случая. В сентябре 1995 года, на открытии учебного года в школе для девочек Арафат назвал шахидами двух террористок: Abir al-Wahidi, командовавшую центральным районом (участница теракта в 1991 году) и Далаль аль-Муграби (руководившую терактом на Приморском шоссе, 1978 год, 37 израильтян погибли).
Террориста ХАМАСа Яхью Айяша, «на счету» которого убийство 90 израильтян, Арафат назвал на его похоронах «мучеником», а лидера ХАМАСа шейха Ясина в поминальной молитве после его гибели — «святым, который встретит в раю праведников и пророков». В тот же день он заявил, что «палестинский народ не откажется от идей Ясина, не отвернётся от его целей и будет и дальше противиться оккупации, созданию новых поселений и „разделительной“ стены». Тогда же генерал-майор ЦАХАЛ Амос Гилад (Amos Gilad), сказал, что духовный лидер ХАМАСа не был таким опасным человеком, как Арафат и пообещал, что возмездие настигнет не только организаторов терактов, но и их вдохновителей.
Известны также случаи, когда он называл шахидами палестинцев, погибших от огня израильских войск, например четырнадцатилетнего Фариса Уда.
В январе 2004 года, через два дня после кровавого теракта-самоубийства в Иерусалиме, в результате которого погибло 11 израильтян и 42 было ранено, Арафат, в выступлении перед детьми и подростками в Рамалле, транслировавшимся по ТВ ПА, в очередной раз призвал «освободить» Иерусалим и Палестину с помощью «миллионов мучеников». Лозунг «Миллионы мучеников маршируют на Иерусалим» популярен среди палестинцев, и Арафат повторял его неоднократно на митингах и в выступлениях и до и после этого события. Кто конкретно понимался под мучениками, не уточняется. Известно, что в ПА шахидом-мучеником называют любого человека, погибшего от израильского огня.
Этот лозунг, равно как и предполагаемая практическая деятельность администрации Арафата по поощрении террористов-смертников (suicide killers, suicide bombers — англ. ), в том числе и среди детей, рядом источников интерпретируется как поддержка террористов-смертников.

### Обвинения в пропаганде и поддержке террора
Согласно показаниям Итамара Маркуса, директора израильской организации Palestinian Media Watch в Сенате Конгресса США в 2003 году:

… подстрекательство проводится ПА в рамках всей социально-просветительской структуры, включая спортивные соревнования и летние лагеря. Подстрекательство распространяется через видеоклипы и школьные учебники, в которых евреи и иудаизм представлены, как извечное зло, отрицается законность существования государства Израиль, а борьба с евреями и иудаизмом является полностью оправданной и героической. 

Департамент образования и спорта ПА превратил самые ужасные убийства евреев в героические образы для подражания палестинской молодёжи и подростков. Например, спортивный турнир для 11-летних мальчиков был назван в честь Абед Аль-Басата Оде, террориста, убившего 30 израильтян во время пасхального седера в отеле «Парк» в Нетании. Прошедшим летом, когда обе стороны приняли на себя обязательства по выполнению «Дорожной карты», многочисленные детские летние лагеря были названы в честь террористов-самоубийц. Уже в сентябре этого года Ясир Арафат и 13 лидеров ПА совместно открыли футбольный турнир в честь террористов-самоубийц. Каждая из 24 футбольных команд была названа в честь террористов, включая самых безжалостных убийц, такого, как «инженер» Яхья Айяш, который начал первым готовить взрывные устройства для террористов-самоубийц". 
 … 

"Ненавистью, антисемитизмом и призывами к терактам-самоубийствам полны и школьные учебники. Стихотворение «Шахид» … в новом учебнике ПА содержит такую фразу: «Я вижу мою смерть, но я спешу навстречу ей» (Наш прекрасный язык, 7-й класс, стр. 97)

См. также: Использование детей-самоубийц в Израильско-Палестинском конфликте (англ.)
Деньги от Саддама Хусейна и из Саудовской Аравии вручались семьям террористов-смертников и людей, пострадавших в интифаде, при полной поддержке Арафата и других высокопоставленных деятелей ПА. Гардиан пишет, что деньги Саддама распределялись по «скользящей шкале»: $25,000 — семьям террористов-самоубийц, $10,000 — семьям боевиков, убитых при сопротивлении Израилю, $1,000 — при ранении в бою, и $5,000 — тем палестинцам, чьи дома были разрушены. Согласно представителю Хуссейна, на март 2003 года им было выделено 12,500,000 долларов США семьям «шахидов» и другим, кто пострадал от израильтян.
На церемонии, состоявшейся в центре YMCA в Газе 12 марта 2003 года, деньги были вручены 23 семьям, в том числе — полицейского ПНА, многих «искавших славы», и, в основном, «бесполезно погибших» молодых людей, некоторым из которых при этом удалось убить израильтян, и другим жертвам интифады. $25,000 получил отец смертника из ХАМАСа, который пытался взорвать израильский военный катер у побережья Газа. Он обвязал взрывчаткой плот и направился на нём к военному судну, но был убит огнём с катера, не выполнив задуманного. За сценой висели огромные портреты Арафата и Хуссейна. Всего, в ближайшие после этой церемонии дни, в Газе должно было быть распределено $1,000,000 от имени Саддама.
Согласно статье журналиста Д. Бэдина (David Bedein) от 19 декабря 2003 года.

«Церемония, прошедшая год назад в Газе была заснята на пленку. На ней стоящий на сцене представитель автономии вручает премии семьям террористов-самоубийц. Каждая семья получила 25 тысяч долларов и почетное свидетельство. Портрет Саддама Хусейна, пожертвовавшего деньги, обернули флагом палестинской автономии»

Д. Бэдин также пишет, что вначале вознаграждение семьям террористов-смертников составляло $10,000, но в июне 2002 года оно было увеличено до $25,000. Церемонии вручения чеков прошли в Бейт-Лехеме, Газе, Хевроне и Тулькарме. Контакты между Арафатом и Хуссейном осуществлялись, в основном, через министра общественных работ ПНА А.Ахмада, бывшего также послом ПНА в Ираке и проводившего много времени в Багдаде, обеспечивая финансовые контакты между ними.
Согласно ряду источников, в самой автономии принят закон о денежной компенсации семьям шахидов. Согласно ему, семья каждого 'шахида' будет получать ежемесячное пособие от правительства Палестинской автономии в сумме 250 долларов.
В ходе операции «Защитная стена» (англ.) Армия Обороны Израиля обнаружила документы, доказывающие передачу отцу Хасана Хутари (ХАМАС), исполнителя теракта на дискотеке «Дольфи» в июне 2001 года), пособия в размере 2000 долларов от ПА и письма соболезнования от Ясира Арафата, в котором террорист восхваляется. До этого, это письмо было показано и по немецкому телеканалу. Канцелярия Арафата заявила, что письмо является подделкой.
Согласно Л. Млечину, впервые слово «шахид» (что, по мнению Млечина, переводится как «смертник») в женском роде использовал Ясир Арафат. При этом известно, что, в отличие от убийств, совершенными «героинями» фильма Млечина, слово «шахид» в исламе обычно означает мученика, павшего за веру или погибшего ради правого дела.
Организация «Фатх» собирала маленьких девочек на демонстрацию солидарности с шахидкой через день после совершенного ею теракта:

Организация «Фатах» вручила маленьким девочкам плакаты с изображением первой террористки-самоубийцы, Вафы Идрис. На плакатах было написано: «Организация „Фатах“ с великой гордостью провожает шахидку Вафу Идрис.»
(Аль-Айям, 1 февраля, 2002)

### Террористические организации, связанные с ФАТХ
После начала второй интифады в 2000 году проводили террористическую деятельность такие связанные с ФАТХ организации, как:
- Бригады мучеников аль-Аксы, позиционирующие себя как военное крыло ФАТХ. Хотя руководство ФАТХ заявляло, что никогда не принимало решение о создании этой группировки и не признаёт её своим боевым крылом,[60] в ноябре 2003 года журналисты BBC обнародовали факт платежей на сумму в $50,000 в месяц, выплачиваемых ФАТХом этой организации. Министр спорта и молодёжи ПА заявил, что деньги выплачиваются боевикам, отобранным для службы в органах безопасности автономии, в качестве зарплаты. Он заявил, что деньги выплачиваются им «с тем, чтобы они не попали под стороннее влияние и не совершали дополнительные теракты-самоубийства»[61]. В июне 2004 года, премьер-министр ПА Ахмед Куреи открыто признал полную ответственность ФАТХ за эту террористическую организацию:

Мы открыто заявляем, что Бригады мучеников Аль-Аксы являются частью ФАТХа. Они находятся под нашим руководством, и ФАТХ принимает на себя полную ответственность за эту группу («Fatah bears full responsibility for the group».).

В декабре 2007 года, после убийства членами «Бригад Мучеников Аль-Акса» двух израильтян близ Хеврона, министр внутренних дел ПА Яхиа заявил, что принято решение о их расформировании. «Бригады Мучеников Аль-Аксы больше не существуют», заявил он. В ответ на это подразделение «Бригад Мучеников Аль-Аксы» в Газе выпустило заявление, в котором назвало Яхиа «коллаборационистом», который следует за «американскими и сионистскими хозяевами». Члены подразделения заявили, что будут «придерживаться джихада и сопротивления до тех пор, пока не освободят Палестину от сионистов». В конце декабря 2007 года, в ответ на решение ФАТХа о расформирование «Бригад Мучеников Аль-Акса», эта группировка выпустила листовку, в которой называла премьер-министра ПА «коллаборационистом» и грозила ему убийством.
«Бригады мучеников Аль-Аксы» признаны террористической организацией в Израиле, США, ЕС и Японии.
- Танзим, созданная в 1995 году[66], проводящая теракты до сих пор[67], чей лидер Баргути, генеральный секретарь ФАТХ с 1994 года[68], приговорён израильским судом к пяти пожизненным заключениям за совершённые убийства и к 40 годам за попытку убийства.
- Созданная в 1970-х «президентская» гвардия «Подразделение 17», участвовавшая в терроре против Израиля как минимум с 1985 года. После подписания «Соглашений в Осло» теракты со стороны группировки прекратились[69][70][71][72]. 
 После начала второй интифады группировка возобновила теракты против Израиля[73][74]. Так, в 2001 году члены группировки убили 7 израильтян близ Рамаллы. Среди убитых был Биньямин Кахане, лидер движения «Кахане хай», сын известного раввина Меира Кахане[75].

### Борьба администрации ПНА с терроризмом: заявления и факты
(см. также раздел «Обвинения властей ПА в политике „вращающихся дверей“» в статье Организация освобождения Палестины)
В ходе второй интифады, начавшейся в сентябре 2000 года, полиция ПА, подчинявшаяся администрации Ясира Арафата, в том числе и по требованию Израиля, арестовывала террористов из ХАМАС и Исламского джихада. Так, в мае 2002 года Арафат заявил:

Я отдал приказ палестинским службам безопасности противостоять и предотвращать какие бы то ни было террористические операции против израильских граждан какими бы то ни было палестинскими организациями, параллельно с противостоянием любой агрессии в отношении палестинских жителей со стороны израильской армии и еврейских поселенцев, которые мы все осуждаем.

Однако зачастую арестованные террористы освобождались администрацией ПА. Подобная практика получила название «политики вращающихся дверей» (англ. ). В результате многие боевики продолжили свою террористическую деятельность.
При этом, по данным МИД Израиля, некоторые террористы состояли одновременно и на службе в полиции, и в террористической организации
Только за 2000—2004 годы зафиксировано свыше 30 нападений на израильтян, непосредственными исполнителями которых были сотрудники полиции ПА.
Израильская сторона наносила удары по зданиям полиции ПА, в том числе, и когда она (по заявлению Арафата) вела операции по аресту террористов. Израиль объяснял свои действия террористическими действиями со стороны лиц, состоящих на службе полиции ПА, а также в качестве «способа давления» на неё для того, чтобы она выполняла обязательства ПА по борьбе с террором против израильских граждан.

### Последствия
По данным МИД Израиля, только за семь лет с момента подписания Соглашений Осло и до начала 2-й интифады в сентябре 2000 года, в результате террористических атак погибло 269 мирных граждан и солдат Израиля. В этот период теракты совершали в основном исламистские группировки ХАМАС и Исламский Джихад, с которыми ФАТХ, находящийся у власти в Палестинской автономии, вёл политическую борьбу.
Однако ряд источников считает, что после начала интифады ФАТХ поощрял террор исламистских группировок против Израиля, как материально, помогая семьям террористов из этих группировок, так и морально, считая их равноправными участниками интифады.
В декабре 2001 года, после начала интифады Эль-Аксы, правительство Израиля объявило администрацию Палестинской национальной автономии, возглавляемую Ясиром Арафатом, «организацией, поддерживающей терроризм». Военные подразделения при возглавляемом Арафатом движении ФАТХ, включая «Подразделение 17», также были объявлены «террористическими группами и целями для военных акций».
Согласно данным Шабака, за четыре года Интифады Аль-Акса погибли 1017 израильтян (включая военнослужащих) и 5598 были ранены. За это время палестинцами было совершено 138 терактов с участием убийц-смертников, выпущено 480 ракет «Касам» и 313 других ракет и снарядов. Количество обстрелов достигло 13 730. По данным ООН, за этот же период времени погибли 3633 араба и 35 400 получили ранения.
За первые 8 лет интифады (с октября 2000 года и до начала операции «Литой свинец») в результате терактов погибли от 1062 (Бецелем) до 1201 (МИД Израиля) израильтянина (включая до 368 военнослужащих). В результате ответных действий Израиля за тот же период погибли 4860 палестинцев (включая 2010 боевиков).

## Структура и руководство

### Структура
Согласно данным, приведённым на сайте Палестинского академического общества изучения международных отношений (PASSIA), руководящими органами ФАТХ после V съезда (1989 год) являются:
Съезд движения (1200—1400 делегатов), который формально должен собираться раз в 5 лет, однако VI съезд созван в августе 2009 года примерно через 20 лет после V-го.
Генеральный совет (250 человек) — собирается по решению ЦК, одобренному Революционным советом. К моменту проведения VI съезда не собирался ни разу.
Революционный Совет (130 человек) — 50 избираются на съезде ФАТХ, 14 делегируются региональными комитетами с оккупированных территорий, 5 назначаются Центральным комитетом из числа членов ФАТХ с оккупированных территорий, откуда берутся остальные 61 — схема на сайте PASSIA умалчивает. Кворум — 2/3. РС избирает секретариат — секретаря и двух замов (Яхъя Ашур, Ахмад Бсису, Аднан Самара).
Центральный комитет (21 человек) — 18 избираются съездом, 3 кооптируются самим ЦК двумя третями голосов. Возглавлял его «главнокомандующий Силами палестинской революции» (Ясир Арафат), после его смерти ЦК избрал своим руководителем Фарука Каддуми. Избирает секретаря и двух замов. Делегирует представителей ФАТХ в Палестинский национальный совет.
8 августа 2009 года VI съезд Движения избрал Махмуда Аббаса председателем ЦК ФАТХ.

### Руководство
По данным PASSIA в ЦК ФАТХ, избранный на V съезде, входили:
- 1. Ясир Арафат (умер)
- 2. Фейсал Хусейни (умер)
- 3. Фарук Каддуми (генеральный секретарь)
- 4. Махмуд Аббас (глава)
- 5. Аббас Заки
- 6. Мохаммед Гнейм
- 7. Мохаммед Джихад
- 8. Хакам Баллауи
- 9. Наср Юсеф
- 10. Тайеб Абдель Рахим
- 11. Хани аль-Хасан
- 12. Ахмад Курейи
- 13. Набиль Шаат
- 14. Интисар аль-Вазир
- 15. Салим Диб аз-Занун
- 16. Абдалла аль-Франжи
- 17. Закария аль-Ага
- 18. Сахр Хабаш
- 19. Хамдан Ашур (кандидат)

Там же приведён список 135 членов (с учётом замен?) и 11 кандидатов в члены РС ФАТХ.
Предварительные данные о выборах ЦК ФАТХ на VI съезде (август 2009 года):
- 1. Мухаммад Ранем (Абу Махер): 1.338 голосов
- 2. Махмуд аль-Алюль: 1.112 голосов
- 3. Маруан Баргути: 1.063 голоса
- 4. Насер аль-Кидва: 964 голоса
- 5. Салим Занун: 920 голосов
- 6. Джибриль Раджуб: 908 голосов
- 7. Тауфик Тирауи: 903 голосов
- 8. Саиб Арикат: 863 голосов
- 9. Отман Абу Гарбия: 854 голоса
- 10. Мухаммад Дахлан: 853 голоса
- 11. Мухаммад аль-Мадани: 841 голоса
- 12. Джамаль Мухейсен: 733 голоса
- 13. Хусейн аш-Шейхе: 726 голоса
- 14. Аззам аль-Ахмед: 690 голосов
- 15. Султан Абу Айнен: 677 голосов
- 16. Набиль Шаат: 645 голосов
- 17. Аббас Заки: 641 голос
- 18. Мухаммад Штайе: 638 голосов

На 19-м месте — Тайиб Абдель Рахим, набравший 637 голосов, на 20-м — бывший премьер-министр ПНА Ахмед Куреи (Абу Аля) с 636 голосами. В ЦК по должности входит также Махмуд Аббас, который вправе назначить ещё троих (по другим данным — четверых) членов ЦК.
В ЦК не была избрана ни одна из семи претендовавших на это женщин, в том числе вдова Абу Джихада (Халиля аль-Вазира) Интисар аль-Вазир — член ЦК V созыва.
В конце 2011 года вместо исключённого их ФАТХ М. Дахлана, в состав Ревсовета ФАТХ был включён еврей Илан Халеви, в 1970-х гг. — приближённый Уди Адива и участник ультралевых израильских организаций. До последнего назначения являлся представителем ФАТХ в Социалистическом интернационале, членом руководства его управления международных отношений и Национального совета Палестины.

### Лидеры и активисты ФАТХ
Исторические лидеры движения:
- Ясир Арафат (Абу Аммар)
- Салах Халаф (Абу Айяд)
- Халиль аль-Вазир (Абу Джихад)
- Фарук Каддуми (Абу Лютф)
- Махмуд Аббас (Абу Мазен)